# Steven E. Barkan
Steven E. Barkan (* 1951) ist ein US-amerikanischer Soziologe und Kriminologe, der als Professor an der University of Maine forschte und lehrte. 2008/09 amtierte er als Präsident der Society for the Study of Social Problems.
Barkan machte alle akademische Abschlüsse im Fach Soziologie: Bachelor 1977 am Trinity College (Connecticut), Master (1976) und Ph.D. 1980 an der State University of New York at Stony Brook. Seit der Assistenzprofessur war er ab 1979 an der University of Maine, 1994 wurde er Full Professor und 2020 ging er in den Ruhestand.
Seine Forschungsschwerpunkte waren Kriminalsoziologie und Medizinsoziologie.

## Schriften (Auswahl)
- Health, illness, and society. An introduction to medical sociology. 2. Auflage, Rowman & Littlefield, Lanham 2021, ISBN 9781538129937.
- Race, crime, and justice. The continuing American dilemma. Oxford University Press, New York 2019, ISBN 9780190272548.
- Criminology. A sociological understanding. 7. Auflage, Pearson, New York 2018, ISBN 9780134548609.
- Law and society. An introduction. 2. Auflage,  Routledge, New York 2018, ISBN 9781351578615.